# Dunkerque-klass
Dunkerque-klass var en klass av franska slagskepp. Klassen omfattar fartygen Dunkerque och Strasbourg.
Washingtonkonferensen innebar för Frankrikes del att man ännu hade ganska stora möjligheter att fortsätta konstruera slagskepp. Som Tysklands flotta var slagen i grunden och Italien som hade minst lika gammal flotta och gjorde små ansatser att förnya den, så ansåg sig inte heller Frankrike vara i behov att satsa några större summor på konstruktionen av nya slagskepp. Trots det beslutade Högsta marinrådet 1926 att ge tekniska kontoret i uppdrag att ta fram ett projekt för ett slagkryssare som skulle uppfylla Washingtontraktaten, kunna bekämpa kryssare byggda enligt traktaten och anfalla konvojer som skyddades av slagskepp med en fart om 20-25 knop. En lätt bepansrat fartyg togs fram utifrån dessa krav, men arbetet avbröts då man fick kunskap om att Tyskland hade för avsikt att börja bygga Deutschland. Man tog nu fram nya specifikationer där man gav avkall få farten till förmån för en kraftigare bepansring och beväpning. Efter olika projektförslag beslutade man sig om ett fartyg bestyckat med 8 330 mm/ 52 pjäser monterade i två kvadrupeltorn, sekundärartilleri på 130 mm, sidopansar på 215-230 mm och däckspansar om 100-130 mm samt deplacement på 25.000 ton. Bygget av Dunkerque godkändes av franska parlamentet 19 juli 1931, men arbetet kom att påbörjas först året efter. Sedan Italien tillkännagivit sina planer att låta bygga två slagskepp med deplacement på 35 000 ton beslutade Högsta marinledningen 25 juni 1934 att låta bygga ett andra fartyg i samma klass, men med förstärkt pansarskydd. Strasbourg försågs också med bättre luftskydd, medan Dunkerque utrustats med 4 x 4 37 mm halvautomatiska kanoner m/1925 försågs Strasbourg med 5 x 4 37 mm automatkanoner m/1933 och 5 x 5 13,2 mm Hotchkisskulsprutor.
Dunkerque byggdes vid örlogsvarvet i Brest, kölsträcktes 24 december 1932, sjösattes 2 oktober 1935 och levererades till flottan 1 maj 1936. Strasbourg byggdes vid Ateliers et Chantiers de la Loire i Saint-Nazaire, kölsträcktes 25 november 1934, sjösattes 12 december 1936 och levererades till flottan 6 april 1939.
På Dunkerque installerades i samband med en reparation augusti-oktober 1937 6 x 4 13,2 mm luftvärnskulsprutor av Hotchkissfabrikat. I mars-maj 1938 installerades ytterligare 2 x 4 likadana kulsprutor, samtidigt som alla 37 mm halvautomatiska kanoner togs bort. I november 1938-februari 1939 installerades 4 x 2 37 mm automatkanoner m/1937 och på sommaren 1939 lade man till 1 x 2 37 mm automatkanoner m/1933. På Strasbourg monterades i samband med reparation i augusti 1939 ytterligare en dubbel 13,2 mm Hotchkisskulspruta. 
Dunkerque hann före kriget delta i flottparaden vid Spithead i samband med George VI:s kröning i maj 1937 och ett flertal resor till andra länder. I augusti 1939 överfördes båda fartygen till Raidstyrkan och förlades i Brest, där de försattes i stridsberedskap. Under Raidstyrkans första uppdrag 2-6 september 1939 då fartygen skyddade ett antal kryssares överfart från Dakar till Martinique förlorade Dunkerque ett sjöflygplan. 22 oktober 1939 fick slagskeppet till sjöss för att skydda konvojen KJ-3. 25/11-2/12 deltog tillsammans med den brittiska slagkryssaren Hood, 2 franska lätta kryssare, 8 franska och 4 brittiska jagare i sökandet efter slagskeppen Scharnhorst och Gneisenau och fick då lättare skador i en storm. 11-17 november transporterade hon guld ur den franska nationalbankens reserv till Halifax och under återresan 22-30 december eskorterade hon konvojen TC-2 som transporterade kanadensisk trupp till Storbritannien. 4-6 januari 1940 reparerades hon i Brest. På grund av Italiens väntade inträde i kriget förflyttades Dunkerque den 2-5 april till Mers-el-Kébir. Sedan operationerna i Norge inletts flyttades hon åter 12 april till Brest, men återvände 27 april till Mers-el-Kébir. Som ingående i Raidstyrkan gick Dunkerque 9-10 maj och 12-13 maj till sjöss för att söka efter tyska och italienska fartyg längs rutten mot Gibraltar sund. Vid den brittiska attacken mot Mers-el-Kébir träffades hon av fyra träffar från 381 mm projektiler. En granat slog igenom hangaren, gick vidare genom bordläggningen och ut ur skeppet utan att explodera. En annan tog i taket på torn två, slog ut styrbords "halvtorn" och dödade servisen. Den tredje projektilen slog ut styrbords 130 mm dubbeltorn, gick genom pansardäcket och slog ut generatorerna vilket slog ut eldledningssystemet. Den fjärde granaten tog under pansarbältet på styrbords sida och slog ut pannrum 1 och 2 samt maskinrum 1. För att hon inte skulle vattenfyllas sattes Dunkerque på grund. Under striden avlossade hon själv 40 stycken 330 mm och 1.500 130 mm projektiler. 56 man ur besättningen omkom i striden. 6 juni anfölls Dunkerque av Swordfishplan från hangarfartyget Ark Royal, som sänkte hjälppatrullbåten Terre Neuve som låg bredvid. Sjunkbomber som detonerade ombord på Terre Neuve skadade Dunkerque allvarligt, ett 20 meter långt hål revs upp, torpedskottet sluts upp till en längd av 40 meter och 154 man ombord på fartyget omkom. 27 september 1940 drogs hon loss från grundet och togs in för reparation, men vid en brand 5 december 1940 fick hon ytterligare skador. I juni 1941 var fartyget klart att gå till sjöss men blev på grund av intensiva strider i västra Medelhavet kvar i Mers-el-Kébir till årsskiftet. 25 januari 1942 skadades hon lätt av en brand. 19-20 februari gick hon till Toulon, där hon 22 juni togs in i docka. 27 november 1941 sänktes hon av sin egen besättning. Sedan Toulon befriats av de allierade togs fartyget upp ur dockan, men det återställdes aldrig. 15 september 1955 ströks Dunkerque ur flottans rullor och 30 september 1958 såldes hon till skrotning.
Strasbourg var flaggskepp i Raidstyrkan och var ursprungligen stationerad med Dunkerque i Brest. 7-14 oktober gick Strasbourg från Brest till Dakar för att delta i sökandet efter Admiral Graf Spee. Hon tillfördes Styrka X tillsammans med det brittiska hangarfartyget Hermes och de franska tunga kryssarna Algerie och Dupleix. 22-29 oktober patrullerade hon Sydatlanten, och gensköt och beslagtog 25 oktober den tyska blockadbrytaren Santa Fe. 7-13 november patrullerade Strasbourg området vid Kap Verdeöarna. 25 november återkom hon till Brest för löpande underhåll. Fartyget opererade ingående i Raidstyrken i området mellan Brest och Mers-el-Kébir under april-juni 1940. Under det brittiska anfallet mot Mers-el-Kébir 3 juli 1940 lyckades hon undgå skador och bryta sig ut och gå till Toulon. 5-8 november gick hon till Balearerna för att ge skydd åt slagskeppet Provence som gick från Mers-el-Kébir till Toulon. Strasbourg sänktes 27 november 1942 av sin besättning i hamnen i Toulon. Hon bärgades 17 juli 1943 av italienska bärgare. 1 april 1944 överlämnades hon till franska myndigheter. Under amerikanska bombanfall 18 augusti 1944 fick hon 8 träffar från 454 kilos flygbomber och sjönk i Lazaret Bay utanför Toulon. Skrovet bärgades 1 oktober 1944 och hon användes sedan för experiment med undervattensdetonationer. 22 mars 1955 ströks Strasbourg ur rullorna och såldes 27 maj 1955 till skrotning.